# Wrotham Heath
Wrotham Heath est une localité située dans le borough de Tonbridge and Malling dans le Kent, en Angleterre. Il fait partie de la paroisse civile de Wrotham et se trouve à environ 3,2 km au sud-est du village de Wrotham, à 11 km à l'est de Sevenoaks et à 11 km à l'ouest de Maidstone. Il est situé sur l'A20, à proximité de la jonction entre les autoroutes M20 et M26. Le Wrotham Heath Golf Club a été fondé en 1906.